# 维克多·格兰茨
维克多·格兰茨爵士（英語：Sir Victor Gollancz，1893年4月9日—1967年2月8日）是英国一位出版商和人道主义人士。

## 生平
他被视为左翼事业的支持者，其政治信念在自由主义和共产主义之间飘忽不定，但他本人将自己定义为基督教社会主义者和国际主义者。他曾预见纳粹大屠杀的惨烈，因此获得外界声誉。但他亦曾赞成与苏联及纳粹德国保持友好关系。他的出版社推广和平主义、社会主义的非虚构类作品。
战后，维克多·格兰茨爵士将注意力移到了德国，致力于和解和推行国际友谊。1945年，他创立了「拯救欧洲」（Save Europe Now）组织，支持德国的战后恢复，关怀受难的德国平民，特别是儿童。因为这些贡献，他在1960年获得德國書商和平獎，在西柏林，亦有几条街道以他的名字命名。